# Андариг
Андариг (возможно, Телль-Хоши) — древний город в Верхней Месопотамии к югу от Джебель-Синджара. Город был основан кочевым аморейским племенем Ямутбала. При Ассирийском царе Шамши-Ададе I Андариг стал фактически вассалом Ассирии. Но после смерти Шамши-Адада I в Андариге начались антиассирийские волнения, и в результате, проассирийский царь Андарига Карни-Лим был убит. Новый период расцвета и независимости Андарига начался при царе Атамруме, когда город начал активную политику и экспансию на юг Месопотамии, пока не столкнулся с Мари, который при царе Зимри-Лиме подчинил Андариг своей власти. После ряда кровавых междоусобиц и войн с Мари, Андариг (точнее, его последний царь — Агба-Хамму) стал вассалом вавилонского царя Хаммурапи. После этого город стал частью Вавилонского государства и с тех пор не играет никакой роли в политике. Упоминания о существовании Андарига исчезают в середине 2-го тысячелетия до н. э.